# ماركو رينا
ماركو رينا (بالإسبانية: Marco Reyna)‏ هو لاعب كرة قدم مكسيكي في مركز الوسط، ولد في 20 أغسطس 1979 في مدينة مكسيكو في المكسيك. لعب مع ريبوسيروس دي لا بيداد ‏.